# Lockheed Martin Aeronautics
Lockheed Martin Aeronautics Company är ett amerikanskt tillverkningsföretag som verkar inom försvars- och rymdfartsindustrin. De utvecklar och tillverkar drönare och flygplan. Skunk Works är en avdelning inom Aeronautics. Företaget är ett dotterbolag till försvarsjätten Lockheed Martin Corporation.

## Historik
Aeronautics grundades den 27 januari 2000 när Lockheed Martin Corporation fusionerade deras verksamheter i Fort Worth i Texas, Marietta i Georgia och Palmdale i Kalifornien till att vara ett enda företag.

## Produkter
Ett urval av produkter som tillverkas/har tillverkats av Lockheed Martin Aeronautics.

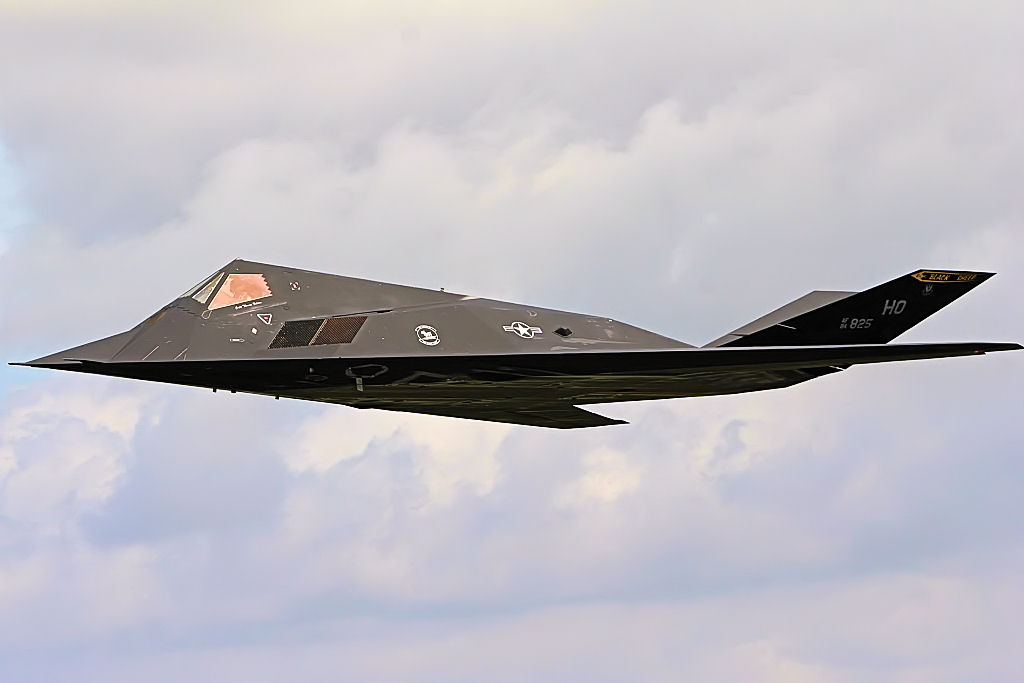
Lockheed F-117 Nighthawk.

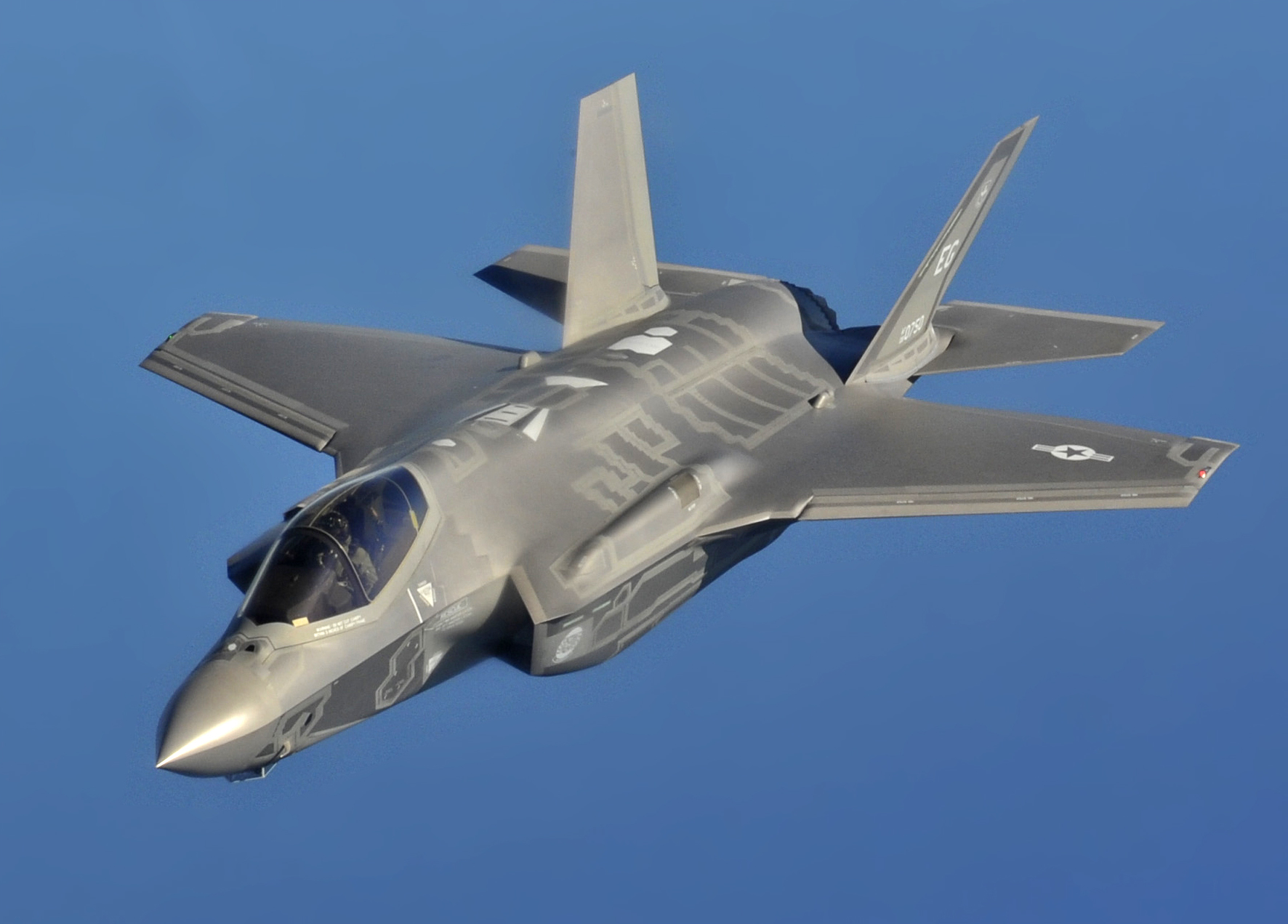
Lockheed Martin F-35 Lightning II.

### Drönare
- Lockheed Martin X-33 (nerlagd)
- Lockheed Martin X-56

### Flygplan
- KAI T-50 Golden Eagle
- Lockheed C-5 Galaxy
- Lockheed C-130 Hercules
- Lockheed C-141 Starlifter
- Lockheed F-117 Nighthawk
- Lockheed P-3 Orion
- Lockheed S-3 Viking
- Lockheed U-2
- Lockheed Martin A-4AR Fightinghawk
- Lockheed Martin C-130J Super Hercules
- Lockheed Martin F-16 Fighting Falcon
- Lockheed Martin F-21
- Lockheed Martin F-22 Raptor
- Lockheed Martin F-35 Lightning II
- Lockheed Martin FB-22
- Lockheed Martin X-35
- Lockheed Martin X-44 Manta
- Lockheed Martin X-55
- Lockheed Martin X-59 Quesst
- Mitsubishi F-2

## Närvaro

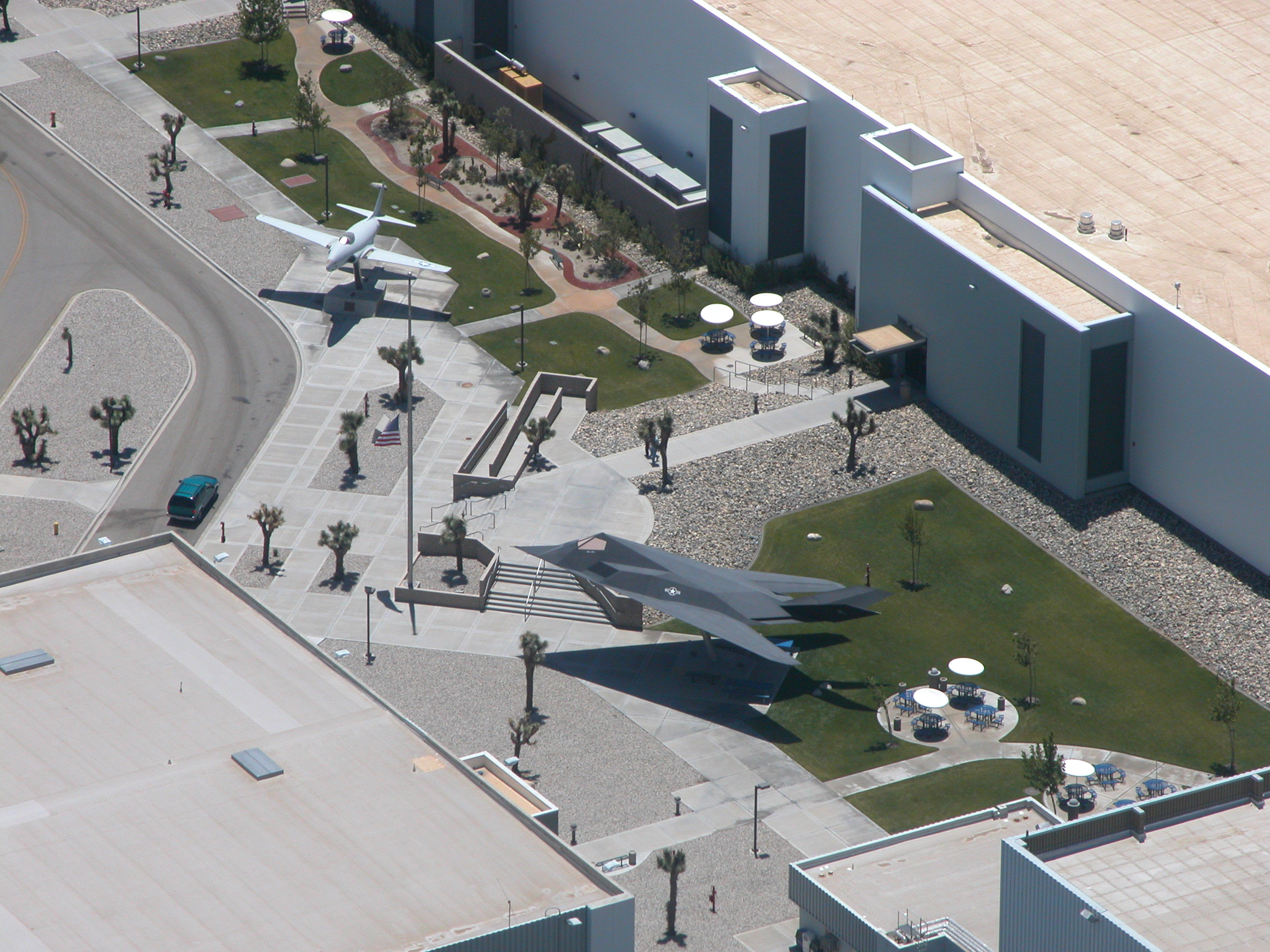
Entrén till Skunk Works anläggning i Palmdale i Kalifornien i juni 2004.

Aeronautics har verksamheter på följande platser:
| - Clarksburg, West Virginia - Fort Worth, Texas (huvudkontor) - Greenville, South Carolina - Johnstown, Pennsylvania | - Marietta, Georgia - Meridian, Mississippi - Palmdale, Kalifornien (Air Force Plant 42; Skunk Works) - Pinellas Park, Florida |